# 권충민공순절비
권충민공순절비(權忠愍公殉節碑)는 대한민국 충청남도 금산군 제원면에 있는, 임진왜란 때 금산으로 쳐들어 오는 왜적을 막다 장렬히 순절한 금산 군수 권종의 충의를 기리기 위해 고종 15년(1878)에 세워진 순절비이다. 1984년 5월 17일 충청남도의 문화재자료 제24호로 지정되었다.

## 참고 자료
- 권충민공순절비 - 국가유산청 국가유산포털